# 精致野豌豆
精致野豌豆（学名：Vicia perelegans）为豆科野豌豆属的植物，为中国的特有植物。分布在中国大陆的陕西、甘肃、四川等地，生长于海拔850米至1,200米的地区，多生在坡地、山谷以及草丛，目前已由人工引种栽培。